# علم النفس العسكري
علم النفس العسكري (بالإنجليزية: Military psychology)‏ هو البحوث، والتصاميم، وتطبيقات النظريات النفسية، والبيانات التجريبية، في سبيل فهم والتنبّؤ والتعامل مع السلوكيات عند الجيوش الصديقة، وجيوش العدو، أو حتى عند المدنيين، ويوجد تركيز خاص على السلوكيات غير المرغوبة، أو التي تشكل خطرًا على سير العمليات العسكرية، ويندرج تحت مجال علم النفس العسكري تخصصات متعددة.
لا تحدث الضغوطات، والاضطرابات النفسية التي يهتم علم النفس العسكري بدراستها عند أفراد الجيش فقط، ولكن غالبًا ما يعاني الجنود من مجموعة استثنائية من الضغوط النفسية في أماكن القتال، والحرب، وقد تستمر الاضطرابات النفسية المرتبطة بالضغط لفترات طويلة، ومن الأمثلة على الحالات التي من الممكن أن يمر بها العساكر هي اضطراب الكرب التالي للرضح، والشعور بالذنب، والصعوبات التي تواجه المريض مع عائلته، أو شريكه، والكوابيس، وومضات من تذكر ما حدث في الماضي.
يركّز علم النفس العسكري التطبيقي بشكل خاص على تقديم المشورة، وعلاج الضغط، والتعب للعساكر، ولعائلاتهم أيضًا.

## دور علم النفس العسكري
الجيش هو مجموعة من الأفراد الذين يُدربون، ويُجهّزون في سبيل أداء مهام خاصة بالأمن القومي في مواقف استثنائية، ومليئة بالصدمات، وقد تكون هذه المهام هي الوجود على الخطوط الأمامية للمعركة، أو ضمن حالات طوارئ وطنية، أو مساعدة حليف معين، أو الاستجابة للكوارث، إذ تقدّم مساعدات إغاثية للسكان المضيفين أكانوا من الدول الصديقة، أم المعادية.
على الرغم من أنه قد يملك العديد من علماء النفس القدرة على التعامل مع حالات الصدمة، لكن يحظى علماء النفس العسكري على تدريب كافٍ واستثنائي، في سبيل  التعامل مع هذه الحالات، ففي الوقت الذي يقدّم فيه الجنود مساعدات مباشرة لضحايا الأحداث، يقدم علماء النفس العسكري مساعدات متخصصة للجنود، ولأسرهم، ولضحايا العمليات العسكرية، كما أنهم يبقون على تواصل مع العساكر الذين كانت ردود فعلهم طبيعية، أو غير شائعة إبّان حالة معينة، أو في حال مرورهم بظروف غير طبيعية.
يدرس علماء النفس العسكري بالإضافة للأدوار المتخصصة المذكورة سابقًا في بعض الأحيان الديناميكيات، وتدريب العساكر، ويساهمون في المفاوضات على الرهائن، ففي بعض الحالات لا يكون تعامل علماء النفس العسكري مع الرهائن بحد ذاتهم، بل مع المسؤولين عن المفاوضات بخصوص الرهائن الذين قد يستفيدون من المبادئ العلمية المُستمدّة من علم النفس، كما أن العديد من مبادئ المنهج العلمي في علم النفس السريري لها جذور من عمل علماء النفس العسكريين الأوائل خلال الحرب العالمية الثانية.  

## مجالات الدراسة
بقيت أهداف ومهام علماء النفس العسكري ثابتة على مر السنين، مع تفاوت تركيز الأبحاث على قطاعات معينة. فوجود الاهتمام بالصحة النفسية هو أمر متوقع من البيئات العسكرية التي يتخللها نسب عالية من التوتر النفسي، ويحظى المرضى المصابين باضطراب الكرب التالي للرضح بمصداقية أكبر مما كان سابقًا، ويُسلّط عليهم الضوء في برامج العلاج، وتُجرى الآن مسوحات أكثر شمولًا من أجل محاولة احتواء الحالات صعبة العلاج التي كانت تمر سابقًا دون أن تُلاحَظ، أو تُعالَج.

### الإرهاب
إن الإرهاب، ومكافحة الإرهاب، وإدارة المخابرات، والحرب النفسية هي مجالات ذات قيمة إضافية بالنسبة للجوانب التطبيقية لعلم النفس العسكري الآخذة بالتطور، فمثلًا بعكس الأساطير، والقوالب النمطية الشائعة عن الإرهابيين المعاصرين، والتي تميل لتصويرهم على أنهم أشخاص يعانون من اضطرابات عقلية، يكون معظم الإرهابيين بعيدين عن هذا التصنيف، وذلك بحسب الدراسات التي أجراها علماء السلوك والاجتماع الذين التقوا مع مجموعة من الإرهابيين بشكل مباشر، أو راقبوهم عن بعد، أو الذين أجروا دراسات تحليلية عن الإرهاب، والإرهابيين.
من المهم أن نفهم متى، وكيف نطلق صفة الإرهاب، لأن استخدامها الخاطئ قد يسبب آثارًا نفسية سلبية، فالإرهاب هو أيديولوجية تُستخدم فيها الديناميكيات السلوكية، والعاطفية، والجماعية، إلى جانب المبادئ الاجتماعية والنفسية من أجل التأثير على مجموعة من السكان لأغراض سياسية، فهو أحد أشكال الحرب النفسية.
يكون الإرهابيون خبراء في استخدام الخوف، والعنف، والتهديد بالعنف، والأذية من أجل تحقيق أهدافهم السياسية، ويسعى الإرهابيون للسيطرة النفسية، واستخدام العنف من أجل دفع السكان ليتصرفوا بطرق تؤثر سلبًا على السياسية الحالية، ورموز السلطة السياسية، فيسيطر الإرهابيون على الناس عبر تحفيزهم لمشاعر بدائية عميقة، بهدف الحصول على ردود فعل، وسلوكيات مناسبة لما يريدون تحقيقه.
الهدف من الإرهابي هو استخدام العنف لخلق حالة خوف من الموت، أو التشويه، واستخدام ذلك في تغيير، أو إحداث سلوك سياسي معين، أو في السيطرة على الفكر، أو تعديل الخطابات، وعادة ما يكون عالمي النفس العسكري، والتشغيلي مدربين جيدًا وأصحاب خبرة، فهم خبراء مجهّزون بمعرفة متخصصة في هذا المجال، ومهارات، وقدرات في فنون، وعلوم الجيش وعلم النفس، مما أعطاهم قدرة كبيرة على التعامل مع هذه البيئة الاستثنائية.

### علم النفس التشغيلي
علم النفس التشغيلي هو أحد تخصصات علم النفس، إذ يُطبّق مبادئ العلوم السلوكية، ويستعين به صانعوا القرار من أجل فهم، أو تطوير، أو استهداف، أو التأثير على أشخاص، أو مجموعات، أو مؤسسات معينة من أجل تحقيق أهداف تكتيكية، أو تشغيلية، أو إستراتيجية في مجال الأمن القومي، أو الدفاع الوطني.
وهو فرع جديد نسبيًا، استخدمه علماء نفس، وعلماء سلوك في الساحات العسكرية.
وقد استُخدم علم النفس في المجالات غير الصحية لعدّة عقود، وشهدت السنوات الأخيرة تركيزًا على تطبيقاته في مجالات الأمن القومي، ومثال ذلك تطوير إستراتيجية لمكافحة التمرد من خلال أخذ معلومات عن الحياة العامة، والحجز، والاستجواب، وغيرها.
وُجّهت انتقادات، وازداد التدقيق تجاه مجال علم النفس التشغيلي في الآونة الأخيرة، بسبب مزاعم بوجود سلوكيات غير أخلاقية عند بعض الممارسين، ودافع مؤيدو علم النفس التشغيلي عنه بأنه موافق للقانون الأخلاقي للجمعية الأمريكية لعلم النفس، ويسمح لهم بحسبه بعدة أنشطة بما فيها الاستجواب القانوني من قبل الجيش، ووكالات تنفيذ القانون الأخرى.

### علم النفس التكتيكي
علم النفس التكتيكي هو التركيز الشديد على الجنود بمجرد أن يكونوا على اتصال مع العدو، وعلى ما يمكن أن يفعله الجندي على الخط الأمامي في سبيل كسب المعركة، فهو يجمع بين علم النفس، والتحليل التاريخي (دراسة البيانات التاريخية العسكرية)، من أجل معرفة التكتيكات التي تجمّد العدو في مكانه، أو تدفعه للفرار، بدلًا من القتال.

### علم النفس الصحي، والتنظيمي، والمهني
يعمل علماء النفس العسكري في مجالات متنوعة، بما فيها عيادات الصحة النفسية، والاستشارات العائلية، والذهاب مع بعثات حفظ النظام من أجل المساعدة على تحديد الإجراءات التي قد تنقذ أرواح العسكريين، والمدنيين على حد سواء، ويعمل بعض علماء النفس العسكري أيضًا على تحسين حياة موظفي الخدمة وعائلاتهم، ويعمل آخرون مع برامج سياسية اجتماعية كبيرة داخل الجيش مصممة بهدف زيادة التنوع، وتكافؤ الفرص.
توظف برامج حديثة مهارات، ومعارف علماء النفس العسكري لمعالجة قضايا حساسة، مثل دمج مجموعات عرقية، وذات إثنيات متنوعة في الجيش، والحد من الاعتداء الجنسي، ومن العنصرية، ويساعد آخرون في توظيف النساء في حال أردنَ في المناصب القتالية، وغيرها من المناصب التي يشغلها الرجال تقليديًا.
يساعد بعض علماء النفس العسكري على توظيف مجندين ذوي قدرات منخفضة، وإعادة تأهيل أعضاء الخدمة المدمنين على المخدرات، والجرحى، كما أنهم مسؤولون عن إجراء اختبار المخدرات، والعلاج النفسي لمشاكل نمط الحياة، مثل الكحول وتعاطي المخدرات.
وحديثًا، تؤخذ نصائح علماء النفس العسكري بالاعتبار، وبشكل أكثر جدية من أي وقت مضى، وتستخدم وزارة الدفاع الأمريكية علماء نفس أكثر من أي منظمة أخرى في العالم.

### بالنسبة للإناث
تشكل النساء حاليًا 10-15% من القوات المسلحة، وبما أنه هناك مؤخرًا ميل لابتعاد النساء عن الأدوار التمريضية، والمساعدة، يزداد الاهتمام بكيفية تأثير الحقائق الوحشية للقتال على النساء من الناحية النفسية، وكانت نتائج الأبحاث مثيرة للاهتمام، فقد لوحظ أنه عندما تتأثر النساء، تميل أكثر من الرجال إلى طلب المساعدة، بالتالي تجنّب المعاناة النفسية طويلة الأمد التي قد يعاني منها الجنود بعد انتهاء الحرب.